# Gatas y tuercas
Gatas y tuercas es una telenovela chilena escrita por Sebastián Arrau, producida y dirigida por Herval Abreu para Canal 13 durante el segundo semestre de 2005, como sucesora de Brujas. Es protagonizada por Cristián Campos, María Izquierdo, Diego Muñoz y Carolina Varleta.

## Argumento
La historia gira en torno a un taller mecánico automotriz en un barrio de la ciudad de Santiago, que solía ser controlado por Maximiliano San Juan (Cristián Campos) y sus 'tuercas' (nombre con el que se conoce a los fanáticos de los automóviles). Su ex mujer, Ximena Urquiza (María Izquierdo) logra ganar el juicio de separación y obtiene el taller, el bien más preciado de su ex marido quien la abandonó hace meses por una mujer más joven, Adriana del Real (Claudia Burr), la espléndida y glamorosa locutora estrella de Radio Melodía. Ahora con el taller en su poder, Ximena decide orientarlo a la igualdad de género en el ámbito laboral, y para ello contrata a Lulú Rivera (Mariana Loyola), una mujer experta en mecánica que revolucionará a todos los mecánicos del recinto. Eso no le gusta para nada a Maximiliano, también conocido en su círculo social como Max, quien considera injusta la decisión del juez de que su exesposa se adueñe de su bien más preciado, por lo que inicia un plan de guerra para recuperarlo. Por eso, Max contrata a Richard Zamora (Felipe Braun), uno de sus leales camaradas y mecánicos, como su celestino encubierto para que seduzca a Ximena y así le devuelva el taller. Richard acepta la propuesta con tal de poder tener dinero y así complacer a su novia, Karla Ulloa (Paola Giannini). Sin embargo, esta joven codiciosa comienza a seducir a Borja San Juan (Luciano Cruz-Coke), el hijo primogénito de Max y Ximena y heredero del taller, para poder así obtener su dinero. El mismo Borja, que estaba a punto de casarse, desiste luego de que su novia, Violeta López (María José Prieto) le confiese que le fue infiel con otro hombre un día antes de la boda; pero Violeta no le menciona a Borja que ese hombre con quien lo engañó fue su mejor amigo Cristóbal Valderrama (Nicolás Saavedra), más conocido como El Trompo. Por otro lado, Olivia Ulloa (Carolina Varleta), la tímida hermana menor de Karla, comienza a conducir por casualidad un nuevo y revolucionario programa de radio llamado "En la senda de Miranda" en que Miranda, su seudónimo para mantenerse en el anonimato, le aconseja a las mujeres que se alejen de los hombres mujeriegos y libidinosos que suelen utilizarlas y hacerlas sufrir. Uno de aquellos hombres mujeriegos es Joaquín Mena (Diego Muñoz), uno de los mecánicos del taller, quien es bien conocido por su increíble capacidad de conquistar mujeres hermosas como todo un buen rapaz, entre las cuales se encuentran Brigitte Troncoso (Esperanza Silva), una sensual y fantasiosa estilista del más concurrido salón de belleza del barrio, y Europa San Juan (Javiera Díaz de Valdés), la rebelde y malcriada hija adolescente de Max y Ximena, lo que le adjudica al muchacho su título como El Jote. Cuando descubre el programa de radio que la rompe en todos los sentidos, el Jote cae de cuenta que su reputación de galán con las mujeres se iría por los suelos debido a los consejos que da Miranda, por lo que comienza a intentar enamorar a la joven locutora con el único fin de vengarse de ella y hacer que su programa radial sea cancelado, para así evitar ser desprestigiado ante sus conquistas libidinosas. Pero lo que Joaquín no se imagina es que Olivia despertará en él una nueva visión de vida, y sin querer, ni saber, empieza a despertar el amor verdadero entre ambos.

## Historia
Con el paso del tiempo, Richard comienza a sentir algo por Ximena luego de viajar junto a ella a Buenos Aires. Finalmente, Richard se da cuenta de que Ximena aún no puede olvidar a Max y trata de lograr unirlos nuevamente. En tanto, Violeta recupera a Borja y trata de olvidarse de Trompo que considera fue solo un desliz. Sin embargo, días antes del matrimonio, Karla logra que Violeta vuelva a engañar a Borja y que este la descubra. Borja, desilusionado, desprecia a los traidores y comienza a involucrarse con Lulú, la nueva mecánica del taller. Aunque trata de vivir una vida más libre y relajada, el conservador Borja finalmente cae en las tretas de Karla y abandona a Lulú.
"Miranda" se vuelve un éxito por lo que debe darse a conocer. Sin embargo, Olivia prefiere mantener su identidad oculta y Violeta es la encargada de ser su rostro oficial. Olivia comienza una relación estable con Joaquín que lentamente comienza a sentir algo verdadero por la secretaria. En uno de sus programas, Olivia reconoce a la voz de su madre que confiesa (sin saber que habla con su hija) haber dado en adopción un hijo hace veinte años, por lo que Olivia comienza a investigar sobre el paradero de su hermano perdido. Al terminar Violeta con Borja, el sobrino de Elisa, la dueña de la radio, decide acabar con la farse y revelar que Olivia es la verdadera locutora. Sin embargo, tras una horrible sesión fotográfica, Elisa decide que Violeta continúe como Miranda. Sintiéndose humillada, Olivia cuenta la verdad en la prensa y se convierte en una persona famosa.
Olivia finalmente descubre que Joaquín la engañaba y comienza a planear su forma de venganza junto a todas las mujeres que han sido engañadas por El Jote, mientras su hermana Karla prepara todo para casarse con Borja. Ximena desconfía de su futura nuera y le ofrece un cheque para que deje a su hijo. Karla lo acepta y trata de huir con Richard hacia Dinamarca, pero este finalmente se arrepiente y rompe el cheque. Karla regresa con Borja, mientras Ximena y Max comienzan a reconciliarse. Borja finalmente descubre que Max contrató a Richard para conquistar a su madre y lo enfrenta al mismo tiempo que Violeta descubre una cinta que demuestra que Karla era novia de Richard. Borja, abrumado por descubrir el engaño de su padre, huye con Karla y se casan a escondidas.
Joaquín descubre que Olivia sabe toda la verdad y comienza un plan para vengarse de ella. Mientras Joaquín aparece en los diarios como homosexual, Olivia se ve muy cercana a un futbolista conocido. En esta polémica mediática, Olivia y Joaquín asisten al programa Mucho Lucho. En medio de la edición en vivo, Olivia revela la traición de Joaquín y dice que lo odia por todo el daño que le hizo, pero los efectos de una bebida alcohólica que habían ingerido previamente ambos, hace que demuestren su amor ante todo el país. Al día siguiente, Olivia y Joaquín terminan su compromiso, pero ambos aún sienten que se aman. Joaquín finalmente le declara su amor a la locutora pero ésta se niega a aceptarlo.
Por otro lado, Violeta divulga el video comprometedor a la familia de Borja. Al regresar a Santiago, Borja anuncia su matrimonio pero su familia le advierte de lo sucedido y le cuenta la verdad. Borja se enfurece y decide mantener encerrada a su esposa diciéndole que no va a conseguir un solo peso de él. Tras las gestiones de Olivia, su madre reconoce que dio un hijo en adopción y finalmente confiesa que Karla también es adoptada. Olivia trata de contarle la verdad a su hermana, pero ésta reconoce que siempre supo que había sido adoptada y que por eso siempre había tratado de encontrar algo mejor para ella.

## Reparto
- Cristián Campos como Max San Juan
- María Izquierdo como Ximena Urquiza
- Diego Muñoz como Joaquín Mena
- Carolina Varleta como Olivia Ulloa
- Felipe Braun como Richard Zamora
- Mariana Loyola como Lulú Rivera
- Luciano Cruz-Coke como Borja San Juan
- María José Prieto como Violeta López
- Claudia Burr como Adriana Del Real
- Nicolás Saavedra como Cristóbal Valderrama
- Berta Lasala como Melanie Peña
- Esperanza Silva como Brigitte Troncoso
- Paulina Urrutia como Brenda Lillo
- Maricarmen Arrigorriaga como Elisa San Juan
- Erto Pantoja como Nelson Chaparro
- Katty Kowaleczko como Marcia Briceño
- Rodrigo Bastidas como Leonardo Zamora
- Paola Giannini como Karla Ulloa
- Marcela Medel como Rita Ruiz
- Samuel Villarroel como Gastón Ulloa
- Sergio Gajardo como Anselmo Madariaga
- Teresa Münchmeyer como Elida Carrasco
- Nicolás Poblete como Pedro Avello
- César Sepúlveda como Pablo Aguiló
- Javiera Díaz de Valdés como Europa San Juan
- Marcela Del Valle como Rocío Briceño
- Mariana Derderian como Carolina Ulloa
- Rodolfo Vázquez como Rolando Rojas
- Juan Pablo Miranda como Tomás Acevedo
- José Jiménez como Américo San Juan

## Equipo
- Productor ejecutivo y director general: Herval Abreu
- Autor: Sebastián Arrau
- Libretista(s): Sebastián Arrau, Arnaldo Madrid, Francisca Bernardi, Andrés Telias
- Productor general: Cecilia Ramírez
- Director(es): Eduardo Pinto, Roberto Rebolledo
- Productor: Javier Rubio

## Recepción
Gatas y tuercas fue estrenada el 13 de septiembre de 2005 con una audiencia de 46 puntos promedio, debido a que, con posterioridad fue transmitida el penúltimo capítulo de la popular Brujas. A esa hora la telenovela Versus, su competencia de Televisión Nacional, alcanzó  19 puntos promedio. Sin embargo, con el pasar de los días, la telenovela bajó su índice de audiencia, estabilizándose cerca de los 25 puntos promedio, mientras que Versus aumentó también a cerca de 25 puntos.[cita requerida]
Esta telenovela fue por emitida para el público estadounidense en Latinoamérica Televisión, un canal que emitía varios programas de Canal 13 en Estados Unidos.

## Banda sonora
1. Vittorio Montiglio - Quién maneja a quién (tema principal).
2. Fito Páez - Un vestido y un amor (tema de Joaquín y Olivia).
3. Ataque 77 - Arrancacorazones (tema de Violeta y "Trompo").
4. Xandra - Más de ti (tema de Karla).
5. Axé Bahia - Filete.
6. Triviño - Asesina.
7. Elvis Crespo - Suavemente.
8. Trébol Clan - Gata fiera (tema de Lulú).
9. María Isabel - La vida es bella (tema de Melanie).
10. Luz Casal - Para un cínico (Tema de Joaquín).
11. Celia Cruz - La vida es un carnaval.
12. Myriam - Corazón sin dueño.
13. Fito Páez - Pétalo de sal.
14. Mambrú - Me quema.
15. Gustavo Cerati - Crimen.

## Retransmisiones
Gatas y tuercas fue retransmitida por la señal de cable Rec TV, desde el 15 de septiembre de 2014.